# 2014年冬季奧林匹克運動會百慕達代表團
2014年冬季奧林匹克運動會百慕達代表團是百慕達派出的2014年冬季奧林匹克運動會代表團，由Tucker Murphy一人參賽。

## 越野滑雪
| 運動員        | 項目           | 決賽    | 決賽     | 決賽 |
| 運動員        | 項目           | 成績    | 時間差   | 名次 |
| ------------- | -------------- | ------- | -------- | ---- |
| Tucker Murphy | 男子15公里古典 | 49:19.9 | +10:50.2 | 84   |

## 安全問題
百慕達奧林匹克委員會的主席Judy Simons表示，並沒有打算讓Tucker Murphy因為恐怖攻擊的風險顧慮下放棄參賽，但若Murphy本人認為人身安全受到威脅，亦可選擇棄權。

## 外部連結
- Bermuda at the 2014 Winter Olympics（页面存档备份，存于）